# ليا نويبيرغر
ليا نويبيرغر (بالإنجليزية: Leah Neuberger)‏ هي لاعبة تنس الطاولة أمريكية، ولدت في 17 ديسمبر 1915 في كولومبوس في الولايات المتحدة، وتوفيت في 25 يناير 1993 في مانهاتن في الولايات المتحدة.